# Ganisa glaucescens
Ganisa glaucescens är en fjärilsart som beskrevs av Walker 1855. Ganisa glaucescens ingår i släktet Ganisa och familjen Eupterotidae. Inga underarter finns listade i Catalogue of Life.